# Osella FA1H
Chronologie des modèles (1986)
Osella FA1G Osella FA1I
L'Osella FA1H est une monoplace de Formule 1 engagée par l'écurie italienne Osella, ayant disputé les Grands Prix de France et Grande-Bretagne 1986. Elle est pilotée successivement par l'Italien Piercarlo Ghinzani et le Canadien Allen Berg.

## Historique
Évolution de l'Osella FA1G, la FA1H est engagée à partir du Grand Prix de France, où elle est confiée à Piercarlo Ghinzani, alors que son coéquipier Allen Berg conserve sa FA1G. En qualifications, le pilote italien se qualifie en vingt-cinquième et avant-dernière position, à six secondes de la pole position d'Ayrton Senna et à trois dixièmes du vingt-quatrième temps de la Zakspeed 861 de Huub Rothengatter, mais à 1,8 seconde devant Berg. En course, Ghinzani parvient à remonter à la dix-huitième place alors que son coéquipier est bon dernier, mais abandonne, victime d'un accrochage avec la Minardi M185B d'Alessandro Nannini au troisième tour,,. 
Au Grand Prix suivant, en Grande-Bretagne, Allen Berg pilote la FA1H alors que Ghinzani retrouve la FA1G. En qualifications, le Canadien se qualifie vingt-sixième et dernier, à onze secondes du meilleur temps de Nelson Piquet et à plus de deux secondes de son coéquipier, vingt-quatrième sur la grille. En course, Berg abandonne à la suite d'un carambolage lors du premier tour impliquant également son coéquipier, Christian Danner et Jacques Laffite. La FA1H, n'existant qu'à un unique exemplaire, ne peut être réparée : Ghinzani et Berg récupèrent respectivement la FA1G et la FA1F pour le restant de la saison,.

## Résultats en championnat du monde de Formule 1
| Saison | Écurie               | Moteur             | Pneus   | Pilotes            | Courses | Courses | Courses | Courses | Courses | Courses | Courses | Courses | Courses | Courses | Courses | Courses | Courses | Courses | Courses | Courses | Points inscrits | Classement |
| Saison | Écurie               | Moteur             | Pneus   | Pilotes            | 1       | 2       | 3       | 4       | 5       | 6       | 7       | 8       | 9       | 10      | 11      | 12      | 13      | 14      | 15      | 16      | Points inscrits | Classement |
| ------ | -------------------- | ------------------ | ------- | ------------------ | ------- | ------- | ------- | ------- | ------- | ------- | ------- | ------- | ------- | ------- | ------- | ------- | ------- | ------- | ------- | ------- | --------------- | ---------- |
| 1986   | Osella Squadra Corse | Alfa Romeo 890T V8 | Pirelli |                    | BRÉ     | ESP     | SMR     | MON     | BEL     | CAN     | DET     | FRA     | GBR     | ALL     | HON     | AUT     | ITA     | POR     | MEX     | AUS     | 0               | 14e        |
| 1986   | Osella Squadra Corse | Alfa Romeo 890T V8 | Pirelli | Piercarlo Ghinzani |         |         |         |         |         |         |         | Abd.    |         |         |         |         |         |         |         |         | 0               | 14e        |
| 1986   | Osella Squadra Corse | Alfa Romeo 890T V8 | Pirelli | Allen Berg         |         |         |         |         |         |         |         |         | Abd.    |         |         |         |         |         |         |         | 0               | 14e        |

Légende : ici 